# Naniyachar
Naniyachar (en bengali : নানিয়াচর) est une upazila du Bangladesh dans le district de Rangamati. En 1991, on y dénombrait 34 561 habitants.